# 刘玥霏
刘玥霏（1988年3月13日—），原名刘雨欣，湖南衡阳人，汉族，女演员、歌手，毕业于中央戏剧学院表演系。多个选美赛事冠/亚军荣誉加身；2006年，参演青春励志剧《色拉青春》正式出道。與张睿、江铠同、宋轶是同班同學。

## 主要经历
刘玥霏擅长芭蕾舞、古典舞、中国舞、民间舞，以及爵士和嘻哈；赢得过多项选美比赛冠/亚军，包括：“江城最美的海伦”冠军、“美在花城国际选美”亚军、“林氏莱菲小姐”冠军、“舒蕾MV女主角湖北赛区”冠军、“亚视风貌大赛亚洲蜜斯”冠军。
2006年，参演青春励志剧《色拉青春》正式出道。2009年，因古装传奇电影《花木兰》中的柔然公主一角成名。2010年，在中国首部IMAX3D电影《大明宫传奇》中饰演明月郡主。2011年，参加湖南卫视《舞动奇迹》第三季，与许家杰合作赢得殿军；同年，在穿越爱情剧《步步惊心》中饰演明玉格格。2014年，在爱情喜剧电影《美人邦》中饰演于中秋。2015年4月，在民国爱情剧《抓住彩虹的男人》中饰演陆蔓。2016年，在都市情感剧《多少爱，可以重来》中饰演王娇娇。2017、2018年，连续两年在中央电视台春节联欢晚会上与李谷一及其他歌手共同演唱《难忘今宵》。2020年1月，在古装玄幻剧《三生三世枕上书》中饰演姬蘅/楚宛；同年5月，参加“2020年央视五四晚会”。2022年，在古装喜剧《崂山探花郎》中饰演慧君/玉儿。
2019年元旦，刘雨欣宣布改名为刘玥霏。

## 影视作品

### 电视剧
| 首播年份 | 剧名             | 角色           | 备注       |
| 2005     | 色拉青春         | 冷雪           |            |
| 2008     | 丑女无敌Ⅱ        | 紫薇           |            |
| 2010     | 大学生士兵的故事 | 江南           |            |
| 2010     | 毕业时刻         | 白雪           |            |
| 2010     | 特战先锋         | 蝴蝶           |            |
| 2011     | 太平公主秘史     | 武则天（青年） |            |
| 2011     | 步步惊心         | 郭络罗·明玉    |            |
| 2015     | 情诫             | 肖琦           |            |
| 2015     | 抓住彩虹的男人   | 陆曼           |            |
| 2016     | 远的要命的爱情   | 丁菲           |            |
| 2016     | 忍冬艳蔷薇       | 谷蔷薇         |            |
| 2016     | 多少爱，可以重来 | 王娇娇         |            |
| 2016     | 硝烟散尽         | 董丽娜         |            |
| 2020     | 三生三世枕上书   | 姬蘅/楚宛      | 兼任出品人 |
| 2022     | 崂山探花郎       | 惠君/玉兒      |            |
| 2023     | 惊天岳雷         | 秦娥           |            |

### 电影
| 上映年份 | 电影名     | 角色     | 備註               |
| 2009年   | 用心跳     | 晓虹     |                    |
| 2009年   | 花木兰     | 柔然公主 |                    |
| 2011年   | 大明宫传奇 | 明月郡主 |                    |
| 2013年   | 宝贝快跑   | 小宝     |                    |
| 2014年   | 美人邦     | 于中秋     |                    |
| 2016年   | 杠上开花   | 春玲     |                    |
| 2016年   | 杠上开花   | 春玲     |                    |
| 2021年   | 武汉！武汉 | 不適用   | 紀錄片，擔任制作人 |

### 综艺节目
- 2011年 《舞动奇迹》第三季 参赛者（殿军）
- 2013年 《中国星跳跃》 參與者
- 2015年 《叮咯咙咚呛》 常驻嘉宾

## 主要奖项
- 2004年“江城最美的海伦”冠军
- 2005年“美在花城国际选美”亚军
- 2006年”快乐平安夜”最佳编导奖
- 2006年“林氏萊菲小姐”冠軍
- 2006年”舒蕾MV女主角湖北赛区”冠军
- 2006年”全国推新人大赛”舞蹈三等奖
- 2006年“亚视风貌大赛亚洲蜜斯”冠军
- 2011年《舞動奇蹟》第三季殿軍
- 2011年“搜狐电视剧盛典”最佳新人提名